# دیوید شیرر
دیوید شیرر (انگلیسی: David Shearer؛ زادهٔ ۲۸ ژوئیهٔ ۱۹۵۷) سیاستمدار، humanitarian worker اهل نیوزیلند است.